# Paul Letocha

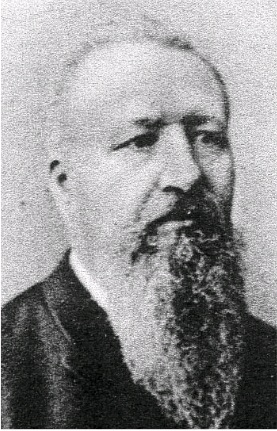
Paul Letocha

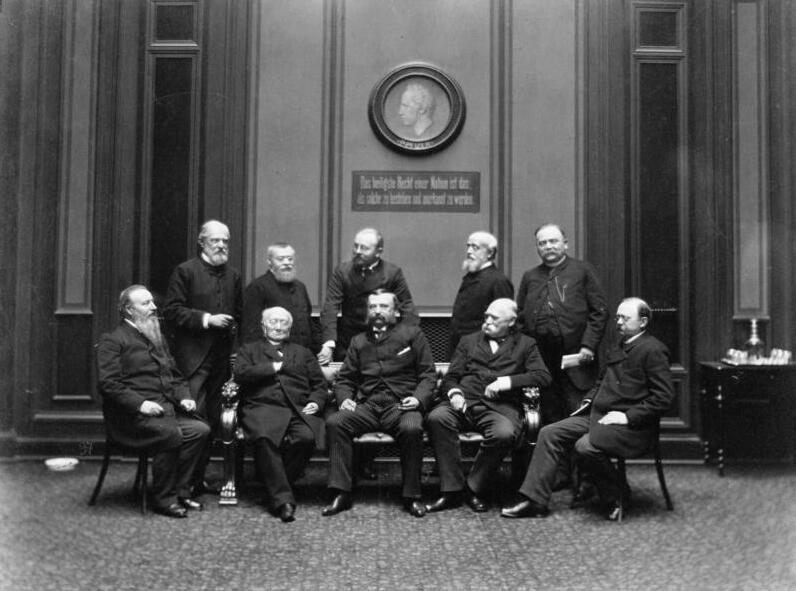
Mitglieder des Reichstages (1.Reihe-sitzend v. l. n. r.: Paul Letocha, Ludwig Windthorst, Graf v. Johann Anton von Chamaré, Anton von Dejanicz-Gliszczynski, Albert Horn 2.Reihe-stehend-v.l.nr.: Graf v. Friedrich von Praschma, Philipp Schmieder, Felix Porsch, Frhr. Clemens Heereman von Zuydwyck, Julius Szmula)

Paul Letocha (* 17. Januar 1834 in Radzionkau, Oberschlesien; † 5. Februar 1911 in Ziegenhals) war ein deutscher Jurist und Politiker der Deutschen Zentrumspartei.

## Leben
Letocha begann er an der Universität Breslau Rechtswissenschaft zu studieren. 1855 wurde er als Letocha 2 im Corps Silesia recipiert. Als Inaktiver wechselte er an die Friedrich-Wilhelms-Universität zu Berlin. Er wurde zum Dr. iur. promoviert. Später trat in den preußischen Justizdienst. Den Vorbereitungsdienst leistete er in Ratibor, Breslau und Bromberg ab. Er war ab 1865 Kreisrichter in Berlin und ab 1873 in Storkow (Mark). Ab 1882 war er Amtsrichter in Berlin. Sein Versuch 1899 aus dem Justizdienst in den Ruhestand zu gehen, scheiterte, weil ihm Dienstfähigkeit bescheinigt wurde. Im Jahr 1903 schied er als Geheimer Justizrat aus dem Staatsdienst aus.
Letocha gehörte der katholischen Deutschen Zentrumspartei an und war einer ihrer führenden Politiker. Von 1882 bis 1903 saß er im Preußischen Abgeordnetenhaus. Von 1884 bis 1901 war er Reichstagsabgeordneter. Dort vertrat er den Wahlkreis Regierungsbezirk Oppeln 6. Er war an der Erarbeitung des Bürgerlichen Gesetzbuches beteiligt. Außerdem gehörte er der Reichsschuldenverwaltung an. Als passionierter Bienenfreund engagierte er sich auch in den Parlamenten für die Imkerei.